# عوهة
عوهة هي جزيرة كويتية صغيرة غير مسكونة تقع إلى الجنوب الشرقي من جزيرة فيلكا، وتبعد عنها حوالي أربعة كيلو مترات، وبينهما ممر مائي يسمى خور عوهه عرضه حوالي 2 كم و413 مترا. يبلغ طولها 800 متر وعرضها 540 مترا، وتبعد عن رأس الأرض في السالمية 41 كم وعن مرسى فيلكا 14 كم. وهي من أفضل الأماكن في الكويت لصيد السمك ويتكاثر بها سمك الهامور، ويقال إنها كانت آهله بالسكان منذ زمن بعيد، وهذا غير مستبعد لكونها تقع قرب جزيرة ذات تاريخ عريق وهي جزيرة فيلكا.